# Arão, o Ilustre
Arão, o Ilustre foi um monge cristão da Mesopotâmia. Nascido no século IV em Sarug, Osroena, foi discípulo de Santo Eugênio. Fundou dois mosteiros nas proximidades Malatya, na atual Turquia.
É venerado na Igreja Ortodoxa Síria, sendo celebrado na segunda-feira de Pentecostes, em 3 de fevereiro, em 22 de outubro e em 23 de maio. Arão é incluído no "Martirológio Sírio de Rabban Silba".